# 杜天麟
杜天麟（1866年3月29日—1926年2月26日），字定臣，清同治五年二月十三日生，民国十五年正月十四日殁，四川江津县思里七都七甲河湾人（重庆市江津区石门镇白坪村河湾）。清光绪甲午恩科进士武殿试（公元1894年4月20日）榜眼（一甲二名），授二等待卫兵部咨送北洋将弁学堂学习卒业，选补广东督标右营参将，调署水师提标中军参将，升授香山协副将。代理水陸軍提督。